# Buch- und Medienwirtschaft - Buch- und Pressegroßhandel
Buch- und Medienwirtschaft - Buch- und Pressegroßhandel ist ein Lehrberuf in Österreich.

## Aufgaben
Buch- und Pressegroßhändler fungieren als Schnittstelle zwischen Großhandel und Einzelhandel. Bücher, Zeitungen oder Zeitschriften werden vom Großhandel direkt von den Verlagen in großer Stückzahl eingekauft und in Folge in kleineren Mengen an Buchhandlungen und Zeitungsgeschäfte weiterverkauft. Buch- und Pressegroßhändler stehen in Kontakt mit Verlagen und Lieferanten. Sie sind für die kaufmännischen und organisatorischen Aspekte im Vertrieb verantwortlich: Bestellungen, Kontrolle der Lagerbestände, Versand, Reklamationen und Warenrücksendungen.

## Ausbildung
Die Ausbildung dauert drei Jahre. Sie erfolgt überwiegend im Ausbildungsbetrieb und begleitend dazu in der Berufsschule, die den theoretischen Hintergrund zur Ausübung des Berufs vermittelt.

## Anforderungen
Folgende Tätigkeiten müssen im Arbeitsablauf erledigt werden:
- Prüfung von Bedarf an Warenbeschaffung und Durchführung von Warenbestellungen
- Administratives überwachen von Warenlieferungen
- Übernahme, Kontrolle, Lagerung und Pflege von Waren
- Pflege von Verlagskontakten
- Koordination des Vertretereinsatzes
- Bearbeitung von Warenrücksendungen/Retouren
- Abschließen von Verträgen
- Bestimmung der Auflagenhöhe für einzelne Vertriebspartner
- Einsatz von Leseexemplaren planen
- Kundenbetreuung
- Betriebliche Buchführung und Kostenrechnung
- Verwaltung von Statistiken, Dateien und Karteien